# Pterolophia aberrans
Pterolophia aberrans är en skalbaggsart som beskrevs av Aurivillius 1927. Pterolophia aberrans ingår i släktet Pterolophia och familjen långhorningar.
Artens utbredningsområde är Filippinerna. Inga underarter finns listade i Catalogue of Life.